# Höllentalferner
A Höllentalferner a németországi Wetterstein hegységben kialakult gleccser. A Zugspitze, Németország legmagasabb csúcsa közeléből induló három gleccser egyike. Típusa cirkusz-gleccser, a Riffelwandspitzen hegycsúcs és a Zugspitze közötti sziklás teknőből ered, és a Höllental völgy felső, a közvetlen napsütés által alig ért részét borítja be. 
Területe 0,24 négyzetkilométer (2012),  és ezzel csaknem akkora, mint Németország legnagyobb gleccsere, az északi Schneeferner. Körülbelül 1 km hosszú és 700 m széles. A németországi gleccserek közül egyedül itt található igazi gleccsernyelv. 2570 méter magasságtól 2200 méterig ereszkedik. Árnyékos helyzete és a lavinákból származó bőséges hóutánpótlás révén az átlagosnál kisebb mértékben fenyegeti a globális felmelegedés.

## Fordítás
Ez a szócikk részben vagy egészben a Höllentalferner című angol Wikipédia-szócikk ezen változatának fordításán alapul.  Az eredeti cikk szerkesztőit annak laptörténete sorolja fel. Ez a jelzés csupán a megfogalmazás eredetét és a szerzői jogokat jelzi, nem szolgál a cikkben szereplő információk forrásmegjelöléseként.